# Temnora brunnescens
Temnora brunnescens är en fjärilsart som beskrevs av Clark 1917. Temnora brunnescens ingår i släktet Temnora och familjen svärmare. Inga underarter finns listade i Catalogue of Life.